# Arbeitslager am Flugplatz in Lublin

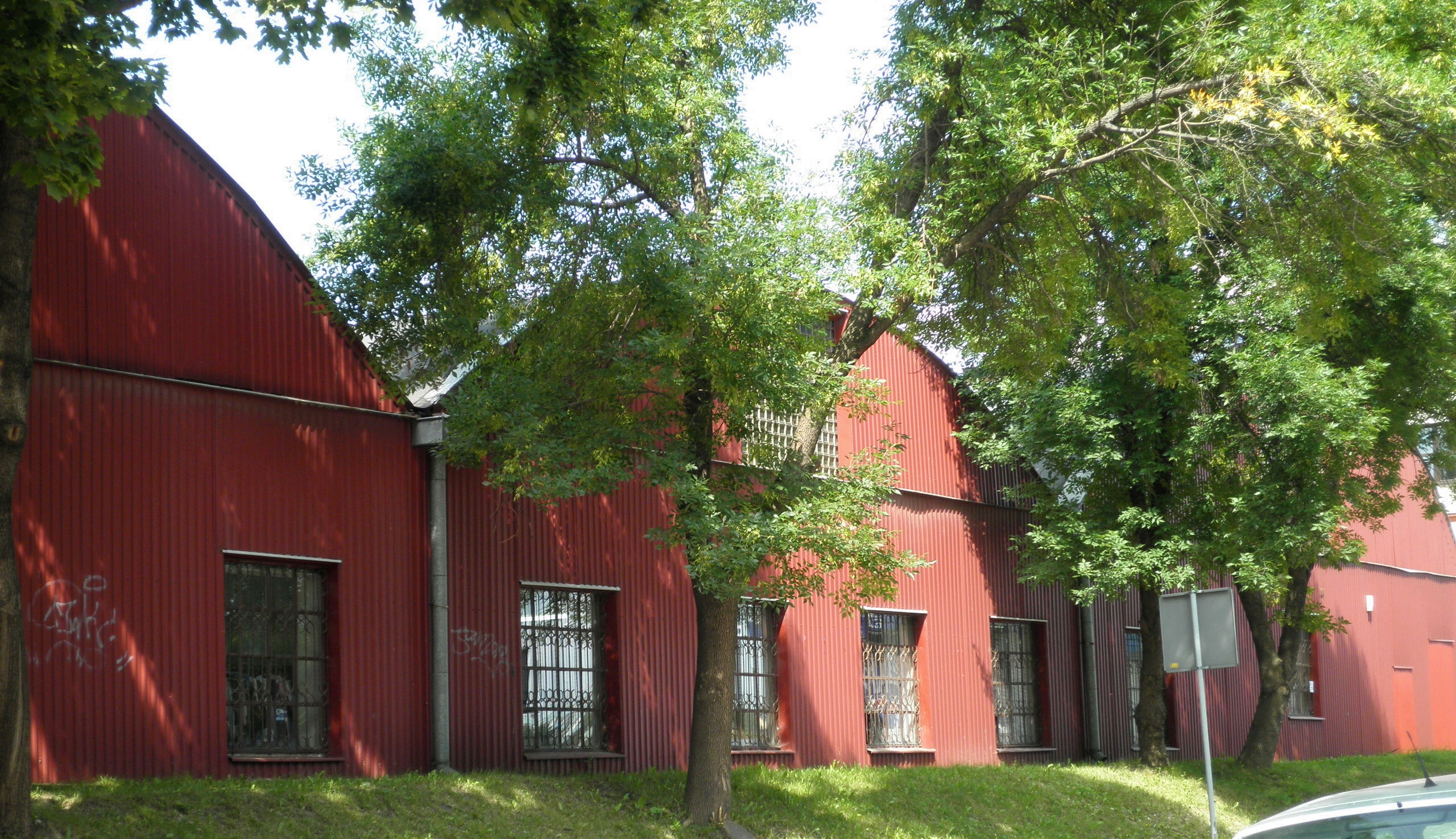
Erhaltene LWS-Flughallen, die von den Deutschen für Lagerzwecke genutzt wurden

Das Arbeitslager am Flugplatz in Lublin war ein deutsches Arbeitslager, das von Herbst 1941 bis November 1943 auf dem Gelände der Lubliner Flugzeugfabrik in Lublin betrieben wurde. Von den Deutschen und einigen Häftlingen wurde es als „Lager am alten Flugplatz“, „Flughafenlager“ bezeichnet.
Ursprünglich war geplant, dass Häftlinge in den im Lager ansässigen Bekleidungsfabriken der Waffen-SS arbeiten würden. Im Frühjahr 1942, nach dem Beginn der Massenvernichtung der Juden im Generalgouvernement, wurde am Flugplatz ein zentrales Zentrum zur Sammlung und Verarbeitung des den Opfern entzogenen Eigentums eingerichtet. Dort hielten auch die Züge, die zu Vernichtungszentren im Distrikt Lublin fuhren. Auf der Lagerrampe wurden „Selektionen“ durchgeführt; arbeitsfähige Juden wurden von Transporten ausgeschlossen und dann am Flugplatz zurückgelassen, nach Majdanek oder in andere Lager geschickt.
Im Laufe der Aktion Reinhardt wurde das Lager Ende 1942 erneut umstrukturiert, um die Häftlinge für Unternehmen der SS produzieren zu lassen. Am 22. Oktober 1943, gegen Abschluss der „Aktion Reinhardt“, sollte zunächst das Lager in ein Außenlager von Majdanek umgewandelt werden. Allerdings wurden elf Tage später im Rahmen der Aktion „Erntefest“ nahezu alle Häftlinge ermordet.

## Entstehungsgeschichte
In der Zwischenkriegszeit befanden sich in Bronowice, Lublin, an der Kreuzung der heutigen Straßen Wrońska und Droga Męczenników Majdanka, Fabrikgebäude, die den Maschinenbetrieben der Zakłady Mechaniczne E. Plage und T. Laśkiewicz gehörten. Diese Werke waren die ersten im wiedergegründeten Polen, die mit der Produktion von Flugzeugen begannen. Neben der Fabrik wurde ein Flugplatz gebaut, der an die Chełm-Straße angrenzt. 1936 wurden die Werke von Plage und Laśkiewicz verstaatlicht und in Lubelska Wytwórnia Samolotów (LWS) umbenannt.
Am 2. September 1939, dem zweiten Tag des Septemberfeldzuges, wurden die LWS-Werke von der deutschen Luftwaffe bombardiert. Kurz darauf wurde beschlossen, sie zu evakuieren. Am 18. September marschierten deutsche Truppen in Lublin ein. In den verlassenen Fabrikgebäuden richteten die Besatzer ein Gefangenenlager und ein Waffenlager ein. Vermutlich wurden dort bis zur Wende Januar/Februar 1940 polnische Kriegsgefangene festgehalten. In den Jahren 1940–1942 wurde das Werksgelände von der Wehrmacht und der SS genutzt. Zu verschiedenen Zeiten befanden sich hier die Quartiere und Stallungen des 2. SS-Kavallerieregiments, Quartiere militärisch-technischer Unterstützungseinheiten, Bekleidungslager der Waffen-SS sowie Lager der SS-Zentralbaudirektion und der Polizei. Das dortige Hauptversorgungslager des Höheren HSSPF Russland-Süd wurde bis Mai 1944 genutzt. Für diese Zwecke wurden Lagerbaracken und ein Gleisanschluss gebaut.
Bereits vor der Einrichtung eines regulären Arbeitslagers wurden Juden auf dem Fabrikgelände zur NS-Zwangsarbeit eingesetzt. Im Sommer 1940 wurden auf Befehl des SS-Brigadeführera Odilo Globocnik im Distrikt Lublin und in anderen Städten der Region großangelegte Razzien durchgeführt. Ein Teil der damals gefangenen Juden wurde im Arbeitslager an der Ulica Lipowa in Lublin und danach beim Abriss der LWS-Hallen und beim Bau von Baracken auf dem Gelände des Werksflughafens eingesetzt. Aus Dokumenten des Judenrats von Lublin geht hervor, dass dort seit dem 22. Juli 1940 571 Zwangsarbeiter arbeiteten.
Vom 10. bis 14. März 1941 wurden einige Lubliner Juden in kleinere Ortschaften des Distrikts umgesiedelt. Die Fabrikgebäude dienten als Sammelpunkt für Vertriebene.

## Geschichte des Arbeitslagers

### Namenkunde
Lange Zeit hieß das Lager offiziell Bekleidungswerke der Waffen-SS Dachau – Außenstelle Lublin (pol. „Zakłady odzieżowe Waffen-SS Dachau – filia w Lublinie“). Zu einem unbestimmten Zeitpunkt, wahrscheinlich im Jahr 1943, wurde es in Altsachenverwertungsstelle der Standortverwaltung Lublin (pol. „Placówka Zużycia Starzyzny Administracji Garnizonu w Lublinie“) geändert.
Aufgrund des Lagerstandortes auf dem Gelände des ehemaligen LWS-Werks und des Werksflughafens wurde es von der deutschen Besatzung als „Lager am alten Flugplatz“ bezeichnet. Dieser Name wurde auch von einigen Häftlingen verwendet, insbesondere von solchen, die nicht aus Lublin stammten. In Anlehnung an die im Lager ansässigen Bekleidungsfabriken wurde es auch Bekleidungswerk oder Bekleidungslager genannt.
Die Einwohner von Lublin wiederum verwendeten weiterhin den Namen „Plage-Laśkiewicz-Fabrik“. Manchmal nannten sie das Lager auch „kleines Majdanek“.

### Beginn des Betriebs
Laut Generalplan Ost war der Distrikt Lublin als Wirtschaftsstandort und Nachschubbasis für SS-Einheiten und Polizei vorgesehen. Am 20. Juli 1941 besuchte Reichsführer SS Heinrich Himmler Lublin. Dabei beschloss er, „östlich der Stadt“ ein Arbeitslager für Juden zu errichten, in dem später Schneider-, Schuhmacher-, Gerberei-, Schlosser- und Stellmacherwerkstätten betrieben werden sollten. Die Notiz über den Besuch enthielt auch rätselhafte Richtlinien für die Unterbringung von SS-Lagern und Bekleidungsbetrieben in Lublin.
Spätestens Ende Oktober/November 1941 traf SS-Hauptsturmführer Friedrich Opitz von der Gesellschaft für Textil- und Lederverwertung aus dem KZ Ravensbrück in Lublin ein. Er begann unverzüglich mit der Gründung einer Tochtergesellschaft des Mutterunternehmens, wobei nicht ganz klar ist, ob er sie von Grund auf oder auf der Grundlage der bereits in Lublin bestehenden Bekleidungsbetriebe gründete. Kurz zuvor wurden in den Baracken auf dem Gelände der LWS SS-Wachmannschaften unter dem Befehl von SS-Rottenführer Ernst Gollak untergebracht.
Zunächst begannen Opitz und seine Kollegen am „Alten Flughafen“ mit der Produktion von Strohschuhen und setzten dabei polnische politische Häftlinge aus dem Gestapo-Gefängnis im Schloss Lublin als Zwangsarbeiter ein. Die erste Gruppe polnischer Frauen wurde wahrscheinlich im Herbst oder Ende 1941 dorthin gebracht. Die zweite Gruppe traf dort etwas später ein, vielleicht Ende Januar 1942. Es ist jedoch nicht ausgeschlossen, dass nur eine Gruppe polnischer Frauen in das Lager kam. Einer der Gefangenen zufolge dürften bis zu 300 polnische Frauen am „alten Flughafen“ gearbeitet haben.
Im Winter 1941 und 1942 begann man in der Fabrik mit der Sammlung und Verarbeitung von Pelz- und Wollbekleidung, die den Juden im Rahmen der sogenannten „Pelzaktion“ entwendet wurde. Spätestens Anfang 1942 wurde auf dem Flugplatz eine Gruppe jüdischer Schmiede und Schneider inhaftiert. Ihre Zahl betrug wahrscheinlich nicht mehr als 200 Personen, sie stammten aus Lublin und den umliegenden Dörfern. Jüdische Handwerker wurden vermutlich streng von den am „alten Flughafen“ inhaftierten Frauen isoliert.
Ende Januar/Anfang Februar 1942 begannen die Deutschen mit der Organisation eines Frauenlagers. Zu den polnischen Frauen, die sich bereits am Flugplatz aufhielten, gesellten sich dann mehrere hundert jüdische Frauen aus dem Lager an der Browarna-Straße. Darunter waren sowohl ältere Menschen als auch zwölfjährige Mädchen. Im März 1942 wurden die meisten jüdischen Häftlinge aus dem Lager abtransportiert und vermutlich in das Vernichtungslager Bełżec deportiert. Aus der Dokumentation der Jüdischen Sozialen Selbsthilfe geht hervor, dass sich einen Monat später nur noch 110 Jüdinnen am Flugplatz aufhielten, wobei unklar ist, ob es sich um Überlebende der ersten Häftlingsgruppe oder um „ausgewählte“ Frauen aus neuen Transporten handelte.

### „Aktion Reinhardt“

#### Neue Aufgabenfelder

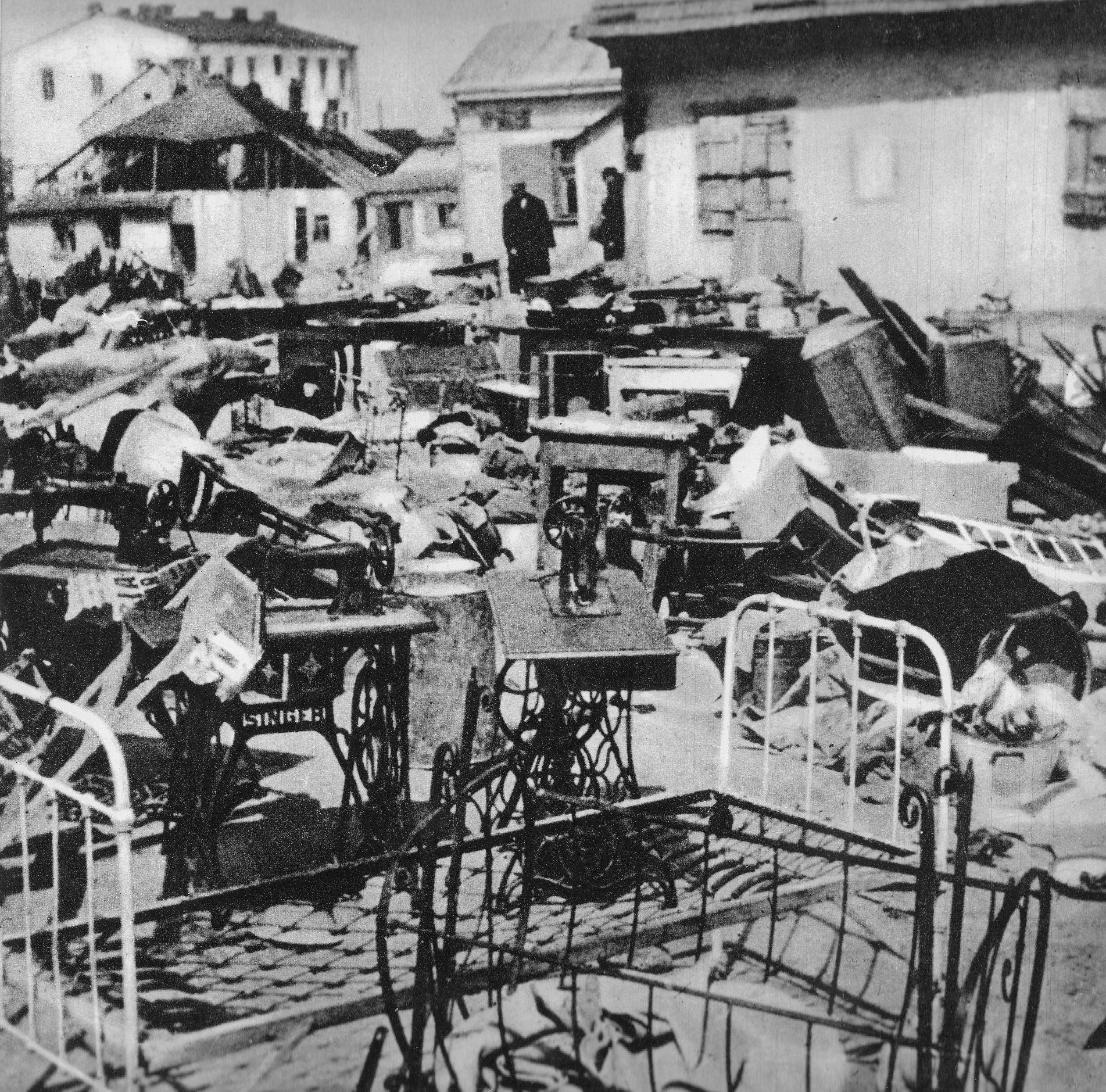
Haushaltsgeräte, die von ermordeten Juden beschlagnahmt wurden. Lublin, 1942

In der Nacht vom 16. auf den 17. März 1942, als die Auflösung des Ghettos in Lublin begann und die ersten Transporte aus Lublin und Lemberg in das Vernichtungslager Bełżec geschickt wurden, begannen die Deutschen mit der Massenvernichtung der Juden im Generalgouvernement. Heinrich Himmler beauftragte Odilo Globocnik mit der Leitung der Vernichtungsaktion. Zu Ehren des im Juni 1942 getöteten Reinhard Heydrich erhielt diese später den Decknamen „Aktion Reinhardt“.
Bald wurden auf dem „alten Flugplatz“ mehrere hundert Juden inhaftiert, wozu deutsche Juden, solche aus dem Protektorat Böhmen und Mähren und aus der Slowakei „ausgewählt“ wurden. Auch die Bewohner des Ghettos von Lublin verschafften sich Zugang zum Lager, weil sie hofften, auf diese Weise der Hinrichtung oder dem Abtransport in das Vernichtungslager entgehen zu können. Im späten Frühjahr 1942 befanden sich bereits rund 1.000 Häftlinge auf dem Flugplatz.
Zu Beginn der Aktion Reinhardt wurden die Pläne, das Lager für Produktionszwecke zu nutzen, aufgegeben. Nun hatte Globocnik entscheidenden Einfluss auf seine Funktionsweise. Die Rohstoffe und Maschinen wurden in das KZ Ravensbrück exportiert. Polnische Gefangene wurden in das Schloss Lublin zurückverlegt und später auch nach Ravensbrück deportiert. Im April 1942 reiste auch Friedrich Opitz dorthin. SS-Hauptsturmführer Josef Obermaier übernahm die Kommandantur des Flugplatzes. Sein Stellvertreter war SS-Oberscharführer Heinrich Birmes. Das Lager behielt jedoch seinen früheren Namen „Bekleidungswerke der Waffen-SS“. Laut Czesław Rajca wollten sie seine neue Rolle verschleiern.
Während der Aktion Reinhardt auf dem Gelände des „alten Flugplatzes“ wurden Veteranen der Aktion T4 in das besetzte Polen verlegt, um an der Judenvernichtung teilzunehmen und dort eine erste Ausbildung abzuschließen. Wojciech Lenarczyk schließt nicht aus, dass zu ihrer Ausbildung auch die Teilnahme an der Vergasung von Häftlingen in der Desinfektionskammer des Lagers gehörte.

#### Plünderung von Eigentum und Selektionen auf der Rampe
Der Flugplatz wurde zum zentralen Zentrum für die Sammlung und Verarbeitung der Raubgüter der Opfer der Aktion Reinhardt. Kleidung und andere Besitztümer ermordeter Juden wurden zunächst in den Vernichtungslagern in Bełżec, Sobibór und Treblinka durchsucht und sortiert, dann nach Lublin transportiert und am „alten Flughafen“ gelagert. Es kam vor, dass Waggons mit Gepäck von ausländischen Transporten, die auf dem Weg in Vernichtungslager in Lublin Halt machten, abgetrennt und im Arbeitslager entleert wurden. Bei Transporten direkt nach Lublin kam es teilweise auch zu Plünderungen am „alten Flughafen“. Darüber hinaus brachten die Deutschen nach der endgültigen Auflösung des Ghettos Majdan Tatarski in Lublin (November 1942) Gegenstände aus leerstehenden Häusern zum Flugplatz.
Auf dem „alten Flughafen“ wurde jüdische Kleidung erneut sortiert, desinfiziert und gegebenenfalls repariert. Außerdem wurde erneut nach verstecktem Geld und Wertgegenständen gesucht. Diese wurden in den Flugzeughallen gelagert. Dennoch war die Menge an gestohlenem Eigentum so groß, dass riesige Stapel von Kleidung und Gegenständen offen liegen blieben. Ein Teil der geraubten Gegenstände – vor allem die wertvollsten – gelangte in das örtliche Lager an der Chopin-Straße 27. Der Rest wurde direkt ins Reich gebracht. Bargeld in Reichsmark und polnischen Złoty sowie Fremdwährungen in Banknoten und Gold wurden an die Reichsbank in Berlin überwiesen, Schmuck, Edelsteine, Golduhren und andere Wertgegenstände wurden an das SS-Wirtschafts- und Verwaltungshauptamt überstellt. Gegenstände aus gewöhnlichen Metallen wurden an die Armee abgegeben und Textilmaterialien an vom Reichswirtschaftsministerium benannte Fabriken geschickt. Haushaltsgegenstände in gutem Zustand gingen an deutsche Siedler im Generalgouvernement, minderwertige Gegenstände wurden an die örtliche Bevölkerung übergeben oder vernichtet. Die den Opfern abgeschnittenen Haare wurden an Paul Reimanns Firma in Friedland (heute Mieroszów) in Niederschlesien geschickt. Die staatliche Plünderung ging mit der individuellen Plünderung einher. Deutsche SS-Männer und Wachen des Lagerpersonals nutzten eifrig die Gelegenheit, sich ehemaliges jüdisches Eigentum anzueignen.
Das Lager am Flugplatz wird manchmal als „Lubliner Umschlagplatz“ bezeichnet. Die Transporte aus dem Protektorat Böhmen und Mähren, Frankreich, den Niederlanden, Deutschland und der Slowakei zu den Vernichtungslagern im Distrikt Lublin hielten in der Regel für einen kurzen Zwischenstopp in Lublin. Anschließend wurde auf der Flugplatzrampe eine „Selektion“ durchgeführt. Einige arbeitsfähige Personen, in der Regel Männer, wurden von Transporten ausgeschlossen und dann als Häftlinge am Flugplatz zurückgelassen, in das nahegelegene Konzentrationslager Majdanek oder in verschiedene Arbeitslager in der Region Lublin deportiert. Einige Häftlinge aus den Niederlanden wurden erst nach der „Selektion“ in Sobibór zum „alten Flughafen“ gebracht. Im April und Mai 1943 wurden Juden, die während des Aufstands aus dem Warschauer Ghetto gebracht wurden, am Flugplatz „selektiert“; einige wurden anschließend dauerhaft im Lager festgehalten. Im August 1943 wiederum wurden nach der endgültigen Auflösung des Ghettos in Białystok 16.800 Menschen auf den Flugplatz gebracht, wo über tausend zurückblieben. 4.000 gelangten in das Arbeitslager in Bliżyn im Distrikt Radom, eine gewisse Anzahl in Arbeitslager in der Nähe von Lublin, etwa 10.000 wurden nach Majdanek deportiert.

#### Organisatorische Veränderungen
Nachdem die Deutschen beschlossen hatten, das Lager für die Aktion Reinhardt zu nutzen, begannen sie mit dem Umbau. An den Bauarbeiten beteiligten sich sowohl polnische Lohnarbeiter als auch jüdische Häftlinge. Zu einem unbestimmten Zeitpunkt wurde jedoch eine beträchtliche Anzahl der „alten“ Häftlinge nach Majdanek verlegt. Auf dem Flugplatz verblieben wahrscheinlich noch etwa 50 bis 100 Mann, was angesichts des Umfangs der zugewiesenen Aufgaben eine sehr geringe Zahl war. Infolgedessen begann man im Sommer 1942 damit, Majdanek-Häftlinge zur Arbeit auf den „alten Flughafen“ zu bringen. Ende August wurde ein rund 1200-köpfiges Kommando dauerhaft ins Arbeitslager verlegt. Seine Mitglieder wurden sowohl beim Transport und Sortieren von geraubtem Eigentum als auch bei verschiedenen Bauarbeiten eingesetzt.
Im Sommer 1942 wurde auf Wunsch von Globocnik, der zusätzliche Arbeitskräfte zum Sortieren des geplünderten Eigentums benötigte, beschlossen, in Lublin ein großes Arbeitslager für Frauen einzurichten. Ursprünglich war geplant, es innerhalb des Lagers in Majdanek zu errichten, aber seinem damaligen Kommandanten, Max Koegel, gelang es, die Idee eines Frauenlagers auf dem „alten Flugplatz“ durchzusetzen. Koegel beabsichtigte, mit dieser Lösung den Flugplatz in ein Außenlager des KL Lublin umzuwandeln. Bis Ende 1942 wurden schrittweise etwa 2,9 Tausend Häftlinge deportiert und mit ihnen eine Gruppe SS-Aufseherinnen aus Majdanek gebracht. Nach Abschluss der wichtigsten Bauarbeiten wurde das Männerkommando wiederum in das Konzentrationslager zurückgezogen, sodass nur noch etwa 150–200 Häftlinge am Flugplatz zurückblieben. Die Mehrheit der Gefangenen waren Jüdinnen, aber es gab auch etwa 150 polnische Frauen und etwa ein Dutzend deutsche Frauen, die wegen ihrer Heirat mit Juden inhaftiert waren. Weibliche Häftlinge jüdischer Herkunft wurden in separaten Baracken untergebracht.
Mitte 1942 wurde am Flugplatz eine Papierfabrik der von der SS kontrollierten Deutschen Ausrüstungswerke (DAW) eröffnet.
Laut Czesław Rajca erfüllte das Arbeitslager Flugplatz in der Zeit von Herbst 1942 bis Frühjahr 1943 die Kriterien, um als Außenlager des KL Lublin zu gelten. Wojciech Lenarczyk weist jedoch darauf hin, dass die Umwandlung des Lagers in eine Zweigstelle von Majdanek letztlich nicht erfolgte.

### Umstrukturierung und neue Aufgaben
Im Oktober 1942 beschloss Heinrich Himmler, alle Juden aus dem Warschauer Ghetto, die noch nicht in das Vernichtungslager Treblinka deportiert worden waren, in den Bezirk Lublin zu überstellen. Auch die Industriebetriebe, die ihre Sklavenarbeit ausnutzen – zusammen mit Maschinen und Rohstoffen – sollten dorthin gelangen. Als Nächstes war geplant, Arbeiter und Fabriken aus den Ghettos in Białystok und Łódź zu holen. Auf diese Weise sollte im Lubliner Bezirk ein „SS-Wirtschaftsimperium“ entstehen, das auf der Grundlage der im Lager Majdanek und der örtlichen Arbeitslager konzentrierten Rüstungsunternehmen operierte. Im Zusammenhang mit diesen Plänen gründete Odilo Globocnik im März 1943 in Absprache mit dem SS-Wirtschafts- und Verwaltungshauptamt (SS-WVHA) die Firma Ostindustrie GmbH (Osti). Letztlich sollten alle Rüstungsunternehmen übernommen werden, die jüdische Sklavenarbeit einsetzten.
Die Entscheidung, ein „SS-Wirtschaftsimperium“ in Lublin zu errichten, ermöglichte es Globocnik, die Idee, den Flugplatz in ein Außenlager Majdaneks umzuwandeln, zu torpedieren. Gleichzeitig erwies sich eine Reorganisation des Lagers als notwendig. Mit der Durchführung beauftragte Globocnik Christian Wirth, Inspektor der Vernichtungszentren der Aktion „Reinhardt“. Vermutlich ab Dezember 1942 war Wirth der Hauptentscheidungsträger am „Alten Flughafen“ und löste im März 1943 Josef Obermaier offiziell als Kommandeur ab. Zunächst musste er sich um die Verteilung riesiger Mengen jüdischen Eigentums kümmern, die noch rund um den Flugplatz lagen, und dann die Produktion für Osti und DAW aufnehmen. Im Sommer 1943 gelang es Wirth, den ersten Auftrag zu erfüllen. Gleichzeitig leitete er umfangreiche Baumaßnahmen ein, die zum Bau neuer Baracken und Werkstätten sowie eines Lagerkrankenhauses führten. Er beschränkte auch die individuelle Plünderung jüdischen Eigentums.
Als Wirth das Kommando über den Flugplatz übernahm, gab es dort praktisch keine ständigen männlichen Häftlinge. Bei Bedarf wurden die Häftlinge aus dem Arbeitslager an der Lipowa-Straße zugezogen, um leichtere Arbeiten zu erledigen und zu den schwereren Häftlingen aus Majdanek. Aufgrund neuer Aufgaben und der Notwendigkeit, die Personalressourcen zu erhöhen, entschloss sich Wirth, am „alten Flughafen“ ein Männerlager einzurichten. Der Bau wurde vermutlich im Sommer 1943 abgeschlossen. Im Männerlager wurden Juden, die aus ausländischen Transporten (niederländischen und möglicherweise auch französischen) „ausgewählt“ wurden, sowie polnische Juden, die aus den Ghettos von Warschau und Białystok gebracht wurden, untergebracht. Vom Frauenlager wurde es durch einen hohen Bretterzaun mit Eingängen an gegenüberliegenden Enden abgetrennt.
Mit Globocniks Unterstützung erreichte Wirth im Wesentlichen die persönliche und institutionelle Trennung von Majdanek. Auf seine Anregung hin wurden das Büro des Frauenlagers sowie alle SS-Aufseher in das KL Lublin verlegt. Er entzog den SS-Männern aus dem Majdanek-Stab das Recht, Häftlinge zu „selektieren“, und setzte an ihrer Stelle seine Untergebenen aus den Vernichtungslagern in Bełżec, Sobibór und Treblinka ein. Es war nicht mehr die Regel, dass alle neuen Häftlinge in den Akten des KL Lublin registriert wurden. Wirth veranlasste auch die Rückkehr deutscher und polnischer Gefangener nach Majdanek. Gleichzeitig, vermutlich im Juni 1943, wurden die meisten jüdischen Häftlinge von Majdanek auf den Flugplatz verlegt. Dadurch erhielt der „alte Flughafen“ wieder den Status eines Arbeitslagers ausschließlich für Juden. Der offizielle Name wurde in Altsachenverwertungsstelle der Standortverwaltung Lublin geändert. Die Veränderung des Status des Lagers zeigte sich auch darin, dass männliche und weibliche Häftlinge keine gestreiften Uniformen mehr trugen und diese durch jüdische Zivilkleidung ersetzten. Wie Wojciech Lenarczyk feststellt, gelang es Wirth jedoch nicht, eine vollständige Trennung von Majdanek zu erreichen, da der äußere Schutz des Flugplatzes bis zuletzt durch Wachen des KZ-Personals gewährleistet wurde. Dennoch erlangte Wirth im Juni 1943 die Oberhoheit über sie.
Mitte 1943 wurden auf dem Gelände des Lagers eine Bürsten- und Korbfabrik sowie Metallwerke angesiedelt. Sie waren formell Teil von Osti. Es wurden 114.000 Munitionskörbe, 370.000 Bürsten und 31 Tonnen Borsten hergestellt. Die Produktion in den Metallwerkstätten war jedoch minimal, da sie erst am 10. Oktober 1943, also 23 Tage vor der Auflösung des Lagers, in Betrieb genommen wurden.
Aufgrund des bevorstehenden Endes der Aktion Reinhardt und der geplanten Verlegung von Globocnik an die Adriaküste, änderte sich der Status des Lagers erneut. Im Sommer 1943 wurden wieder weibliche Häftlinge aus Majdanek am Flugplatz beschäftigt. Am 20. September desselben Jahres wurden Globocnik und Wirth nach Triest versetzt. Letzterer wurde als Kommandant des Flugplatzes von Gottfried Schwarz abgelöst. Schließlich sollte auf Weisung des SS-Obergruppenführers Oswald Pohl vom 22. Oktober das Lager am „Alten Flughafen“ zusammen mit sieben weiteren Arbeitslagern im Bezirk Lublin vom SS-WVHA übernommen werden. Elf Tage später wurden jedoch im Rahmen der Aktion „Erntefest“ sämtliche Häftlinge ermordet, wodurch die Pläne zur Umwandlung des Flugplatzes in ein Majdanek-Außenlager unrealisiert blieben.

## Personal
Die Zusammensetzung der Lagerbesatzung änderte sich mehrmals. Die meiste Zeit blieb die Struktur jedoch unverändert und war wie folgt:
- Mehrere deutsche SS-Männer dienten im Lager. In den Jahren 1942–1943 stieg ihre Zahl auf ein Dutzend.
- eine Wachmannschaft der SS-Wachmannschaften verrichtete den Wachdienst im Lager.
- Wachen des Personals des Konzentrationslagers Majdanek sorgten unter anderem für den Schutz der Außengrenzen des Flugplatzes, u. a. durch Wachdienst auf den Wachtürmen.

Als Lagerkommandant am Flugplatz dienten folgende Personen:
- SS-Hauptsturmführer Friedrich Opitz – traf vermutlich Ende Oktober/November 1941 in Lublin ein, mit der Aufgabe, Bekleidungsbetriebe  auf dem Gelände des „Alten Flughafens“ einzurichten.[11] Aufgrund des Beginns der Aktion Reinhardt und der Änderung des Lagerprofils wurde er im April 1942 in das FKL Ravensbrück versetzt.[17]
- SS-Hauptsturmführer Josef Obermaier – er wurde im Frühjahr 1942 Kommandant des Flugplatzes. Er zeigte kein großes Interesse an Lagerangelegenheiten.[59] Auch hatte er keine Freude daran, Häftlinge zu misshandeln, was ihn jedoch nicht von der Mitverantwortung für die im Lager begangenen Verbrechen entbindet.[60]
- SS-Sturmbannführer Christian Wirth – erster Kommandant des Vernichtungslagers Bełżec und später Inspektor aller Vernichtungslager der Aktion Reinhardt. Offiziell war er seit März 1943 Kommandant des Lagers am Flugplatz, praktisch seit Dezember 1942. Er reorganisierte das Lager gründlich.[61] Er führte eine Schreckensherrschaft ein,[55] verbesserte aber nach einiger Zeit die Lebensbedingungen der Häftlinge.[62] Am 20. September 1943 wurde er an die Adriaküste versetzt.[63]
- SS-Untersturmführer Gottfried Schwarz – stellvertretender Kommandant des Vernichtungslagers in Bełżec und nach seiner Auflösung Kommandant des Arbeitslagers in Dorohucza. Nachdem Wirth nach Triest gegangen war, löste Schwarz ihn als Kommandant des Flugplatzes ab und behielt diese Position bis zur Auflösung des Lagers im November 1943.[10]

Bis Februar 1943 war SS-Oberscharführer Heinrich Birmes stellvertretender Kommandant. Da sich Obermaier kaum für die Belange des Lagers interessierte, übte er dort faktisch die eigentliche Macht aus. Er war sowohl für seine Grausamkeit gegenüber Gefangenen als auch für seine Neigung zur Korruption bekannt.
Eine der Personen, die den Lageralltag am meisten beeinflussten, war SS-Rottenführer Ernst Gollak. Er kam im Herbst 1941 auf den Flugplatz und blieb bis zum Ende seines Bestehens. Gollak war bekannt für seine Grausamkeit. Er betrieb die Desinfektionskammer, in der arbeitsunfähige Häftlinge teilweise vergast wurden. Kurz nach der Auflösung des Lagers wurde er wegen Diebstahls verhaftet und im Schloss in Lublin inhaftiert.
Weitere Mitglieder der deutschen Besatzung, die durch ihre Grausamkeit gegenüber Gefangenen auffielen, waren Benno Winkler, Georg Dornberger und Hans-Dietrich Bamberg. Alois Morawitz hingegen bewies eine humane Haltung gegenüber Gefangenen.
In den ersten Monaten des Jahres 1943 stießen mehrere SS-Männer zur Flugplatz-Besatzung, die zuvor unter Wirths Kommando in den Vernichtungslagern der „Aktion Reinhardt“ gedient hatten. Zu dieser Gruppe gehörten unter anderem Beamte, die aus disziplinarischen Gründen versetzt wurden, darunter: Kurt Bolender aus Sobibór und Otto Stadie aus Treblinka.

## Lebensbedingungen und Behandlung von Gefangenen
Von den ersten Tagen des Bestehens des Lagers an herrschten schwierige Lebens- und Hygienebedingungen, und die Besatzung behandelte die Gefangenen, insbesondere die Juden, mit großer Grausamkeit. Die ersten weiblichen Häftlinge, die zwischen 1941 und 1942 im Lager inhaftiert waren, wurden in praktisch unbeheizten Baracken untergebracht. Sie erhielten Nahrungsrationen und mussten unter schwierigen Bedingungen lange arbeiten. Bald brach im Lager eine Typhus- und Ruhrepidemie aus. Während polnische Häftlinge nach Möglichkeit in die Krankenstation im Schloss in Lublin geschickt wurden, bekamen kranke jüdische Frauen grundsätzlich keine Hilfe. Die Wärter zwangen sie oft brutal zur Arbeit, unabhängig von ihrem Gesundheitszustand. Als Folge dieser Behandlung gerieten die jüdischen Häftlinge schnell in einen Zustand der Erschöpfung. Im März 1942 wurden die meisten von ihnen gewaltsam aus den Baracken geholt und wahrscheinlich in das Vernichtungslager Bełżec deportiert.
In den folgenden Monaten verbesserte sich die Situation der Gefangenen nicht. Männer, die aus dem KL Lublin hergebracht wurden, mussten in mörderischem Tempo Wagen entladen und das Lager erweitern. Ihnen wurde sogar das Recht verweigert, während der Arbeitszeit die Latrine zu nutzen. Die SS-Männer und Kapos misshandelten die Häftlinge ständig. Personen, denen verschiedene Verstöße gegen die Lagerordnung vorgeworfen wurden, erhielten manchmal auch die „formelle“ Strafe der Auspeitschung. Heinrich Birmes zeichnete sich besonders durch seine Grausamkeit aus. Er schlug seine Opfer brutal oder ertränkte sie, was nicht selten zu ihrem Tod führte. Er ermutigte seine Untergebenen, dasselbe zu tun, und drohte ihnen sogar mit Strafen für eine zu nachsichtige Behandlung von Gefangenen. Auch Ernst Gollak zeigte große Grausamkeit. Einer der überlebenden Häftlinge erinnerte sich, dass er ständig im Lager herumgelaufen sei und Gefangene geschlagen oder erschossen habe. Er erschoss persönlich arbeitsunfähige Menschen in einem Vorstadtwald. Brutalität prägte auch das Verhalten der Wachmannschaften der SS-Wachmannschaften. Es kam vor, dass einer von ihnen eine „Razzia“ rund um die Wohnbaracken organisierte und dabei wahllos auf schlafende Häftlinge schoss. Unter diesen Umständen war die Sterblichkeitsrate unter den Gefangenen sehr hoch. Einem Zeugen zufolge wurden jeden Morgen die Leichen von 30 bis 40 toten oder ermordeten Juden an einem dafür vorgesehenen Ort beigesetzt. Die Größe des Majdanek-Kommandos verringerte sich von 1.200 auf etwa 800 Mann, was dazu führte, dass bald weitere 700 Häftlinge aus dem Konzentrationslager grebracht werden mussten.
Auch die Häftlinge des in der zweiten Hälfte des Jahres 1942 gegründeten Frauenlagers arbeiteten und lebten unter katastrophalen sanitären Bedingungen. Es herrschte Hunger, denn die tägliche Essensration bestand nur aus einem Stück Brot und einem Liter Suppe aus ungeschälten Kartoffeln. Frauen erlebten ständig körperliche Gewalt. Sie wurden auch gezwungen, an mehrstündigen Appellen teilzunehmen. Anfang 1943 wurde das Frauenlager von einer Typhusepidemie heimgesucht. Weibliche Häftlinge wurden, wie zuvor die Männer, ständig nach ihrer Arbeitsfähigkeit ausgewählt. Kranke und erschöpfte Menschen wurden nach Majdanek gebracht und dort in Gaskammern ermordet. Im Februar 1943 wurden etwa 200 jüdische Häftlinge in das Vernichtungslager Sobibór gebracht und dort im Rahmen einer besonderen „Vorführung“ für Heinrich Himmler, der das Lager besuchte, vergast. Das Lagerkrankenhaus wurde als „Vorraum der Gaskammer“ betrachtet, da es nicht zur Behandlung, sondern nur zur Befischung arbeitsunfähiger Personen diente. Trotz allem herrschte im 1943 eingerichteten Männerlager eine deutlich strengere Disziplin. Anders als im Frauenlager kam es dort häufig zu Tötungen von Häftlingen an Ort und Stelle. Die schwierigen Lebensbedingungen und die brutale Behandlung waren für aus Auslandstransporten „ausgewählte“ Juden besonders hart.
Aus Zeugenaussagen geht eindeutig hervor, dass die Baracke am Flugplatz, in der Kleidung desinfiziert wurde, auch als provisorische Gaskammer diente. Mit Zyklon B wurden arbeitsunfähige Häftlinge ermordet, die möglicherweise auch über die Korruption unter dem Lagerpersonal Bescheid wussten. Die Zahl der auf diese Weise getöteten Opfer ist unbekannt. Für die Vergasung der Häftlinge war vermutlich Ernst Gollak verantwortlich, der die Desinfektionskammer leitete. Möglicherweise wurde er von Lorenz Hackenholt unterstützt, dem ehemaligen Leiter der Gaskammern im Vernichtungslager Bełżec, den Wirth im Frühjahr 1943 nach Lublin schickte.
Männliche und weibliche Häftlinge arbeiteten von 8:00 bis 18:00 Uhr mit einer Mittagspause. Polinnen aus dem Frauenlager arbeiteten hauptsächlich in der Weberei bei der Herstellung von Strohschuhen und Matten. Jüdische Frauen entluden, sortierten und durchsuchten das Eigentum der Opfer der Aktion Reinhardt. Sie halfen auch beim Bau von Lagerstraßen und Kasernen. Später wurden auch weibliche Häftlinge in Werkstätten der Firma Osti beschäftigt.
Relativ am besten war das Schicksal der Funktionsgefangenen: Kapos und Blockhäftlingen. Sie mussten keine schwere körperliche Arbeit verrichten und hatten leichteren Zugang zu Kleidung und Nahrung. Einige nutzten ihre Stellung, um ihren Mitgefangenen zu helfen, andere missbrauchten ihre Macht. Die Funktion des Lagerältesten hatten Juden mit den Nachnamen Rubens, Strauss und Lewin inne. Die Älteste des Frauenlagers war eine deutsche Jüdin, Friedel Alexander.
Manchmal versuchten Häftlinge, ihr Schicksal zu verbessern, indem sie jüdisches Geld oder Wertgegenstände stahlen und diese dann zur Bestechung von Wärtern oder zum Kauf von Lebensmitteln von Häftlingen aus anderen Lagern in Lublin oder von polnischen Lohnarbeitern nutzten. Dies war jedoch mit einem hohen Risiko verbunden, da diejenigen, die dabei erwischt wurden, mit dem Tode bestraft wurden. Es gab auch Fälle von Flucht aus dem Lager, über die jedoch nur wenige Informationen vorliegen. Einer der Flüchtlinge war Wiesław Dobrowolski (Izaak Dreiman) – der Autor eines ausführlichen Berichts über das Flugplatz-Lager. Gefangene Flüchtlinge wurden mit dem Tod bestraft. Um die Flucht eines Häftlings zu vertuschen, brachten die Wärter einmal einen zufällig gefangenen Polen ins Lager, zogen ihm Häftlingskleidung an, zerschmetterten ihm den Kopf mit einem Stein und massakrierten ihn bis zur Unkenntlichkeit – sodass die Zahl der Häftlinge „übereinstimmte“.
Christian Wirth, der Ende 1942 die Kontrolle über das Lager übernahm, zwang die Häftlinge zu großen Anstrengungen, um die Haufen jüdischer Kleidung in den Flugzeughallen und im Freien aufzuräumen.  Aufgrund seiner Strenge und Grausamkeit versetzte er die Juden schnell in Angst und Schrecken. Im Sommer 1943, nach Abschluss der Sortierarbeiten, verbesserten sich die Bedingungen im Lager etwas. In dem im Auftrag von Wirth errichteten neuen Krankenhaus erhielten die Häftlinge endlich echte medizinische Hilfe. Die Häufigkeit der Selektionen wurde reduziert und die Disziplin gelockert, unter anderem durften weiblichen Häftlingen das Männerlager besuchen. Es wurde auch eine Kantine eröffnet, in der Häftlinge und Häftlinge zusätzliche Nahrungsmittel kaufen konnten. Bei der Erleichterung der Behandlung von Häftlingen ließ sich Wirth wohl von einer pragmatischen Kalkulation leiten, da er erkannte, dass die Aufnahme einer großangelegten Produktionstätigkeit entsprechende Arbeitskräfte erforderte, deren Wiederauffüllung angesichts des bevorstehenden Endes der Aktion Reinhardt und der damit einhergehenden Reduzierung der Transporte schwierig sein würde.

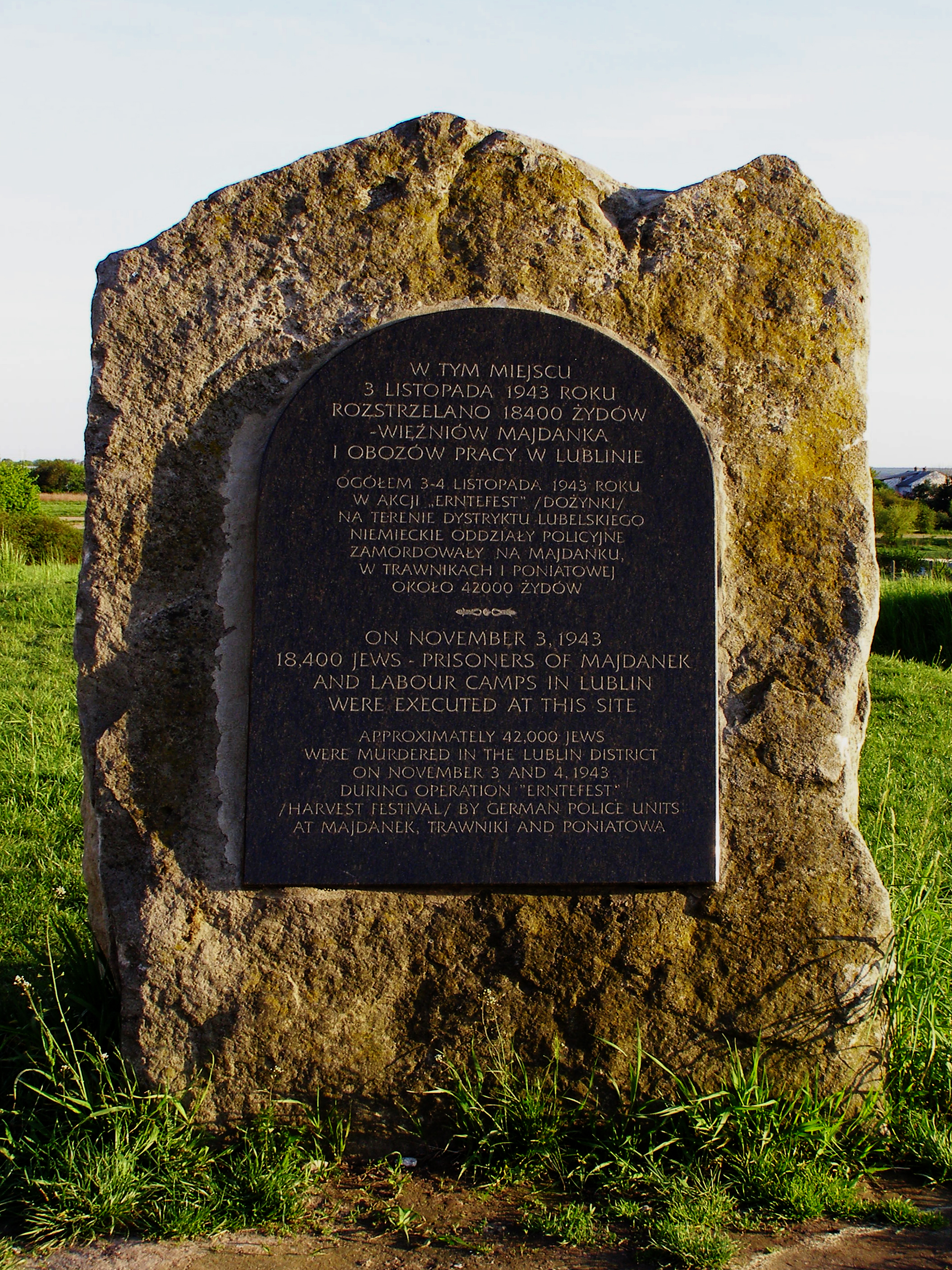
Eine Gedenktafel auf dem Gelände des ehemaligen Konzentrationslagers Majdanek zum Gedenken an die während der Aktion Erntefest ermordeten Juden

## Aktion Erntefest – Liquidierung des Lagers
Siehe Hauptartikel Aktion Erntefest
Als Heinrich Himmler Ende Oktober 1943 vom erfolgreichen Aufstand der Häftlinge des Vernichtungslagers Sobibór erfuhr, befahl er die sofortige Ermordung aller in Lagern im Bezirk Lublin festgehaltenen Juden. Die Vernichtungsaktion, die vom 3. bis 4. November durchgeführt wurde, trug den Codenamen Erntefest. Etwa 42.000 Menschen fielen ihr zum Opfer. Zu dieser Zeit wurden auf dem Flugplatz etwa 6.000 Menschen festgehalten. Am 3. November 1943 wurde das Lager von einer SS- und Polizeikette umstellt. Die Juden wurden in Kolonnen von mehreren Hundert Menschen abtransportiert und unter starker Eskorte zum Feld V des Majdanek-Lagers geführt, wo die Häftlinge bereits lange Gräben ausgehoben hatten, die angeblich als Luftschutzbunker dienten. Die Männer wurden zuerst abgeführt und die Frauen in den letzten beiden Kolonnen. Diejenigen, die fliehen wollten, wurden auf der Stelle getötet. In Majdanek wurden die Opfer gezwungen, sich nackt auszuziehen und ihren gesamten Besitz abzugeben. Dann wurden sie zu Gräben geführt, gezwungen sich auf den Boden des Grabens zu legen – später auf die Leichen der zuvor getöteten Menschen – und dann entweder durch einen Schuss in den Hinterkopf oder mit Maschinengewehr getötet. Neben den Häftlingen des Flugplatzes wurden auch die jüdischen Häftlinge aus Majdanek und des Lagers an der Lipowa-Straße sowie Juden, die von anderen „Außenkommandos“ nach Lublin gebracht wurden, ermordet. Die Geräusche der Hinrichtungen wurden von Musik übertönt, die aus in den Autos installierten Lautsprechern ertönte.
An diesem Tag wurden auf dem Feld V von Majdanek etwa 18.000 Menschen ermordet, darunter alle männlichen Häftlinge und die meisten weiblichen Häftlinge des Flugplatzes. Unter den Erschossenen befanden sich die Lagerälteste Friedel Alexander und Juden mit ausländischen Pässen, darunter eine Gruppe von Künstlern aus Warschau, die zuvor als „Privilegierte“ in einer separaten Baracke inhaftiert waren. Die Deutschen verschonten nur 300 weibliche Gefangene, die sie in einer der Baracken einsperrten und sie dann zwangen, die Kleidung zu sortieren, die die Opfer der „Aktion Erntefest“ zurückgelassen hatten.

## Nachspiel
300 überlebende Flugplatz-Häftlinge blieben bis zum Beginn der Evakuierung des Lagers in Majdanek. Am 13. April 1944 wurden sie alle zum Bahnhof in Lublin gebracht und auf den Zug verladen. Während der Fahrt gelang mehreren Frauen die Flucht aus den Waggons, doch letztlich überlebten nur drei den Krieg. Der Rest wurde in das Lager Auschwitz-Birkenau gebracht und dort in den Lagerakten registriert. Am 18. April wurden jedoch alle jüdischen Frauen aus Majdanek ins Krematorium gebracht, erschossen und verbrannt. Auf diese Weise eliminierten die Deutschen die meisten Augenzeugen der „Aktion Erntefest“.
Die „Aktion Erntefest“ entzog Osti praktisch die gesamte Belegschaft. Daher wurden Pläne zur Aufnahme der Produktionsaktivitäten am „alten Flughafen“ nicht umgesetzt. In den folgenden Monaten räumten aus Majdanek herbeigeholte Häftlinge den „alten Flugplatz“ auf. Zeitweise brachten die Deutschen dort auch polnische Flüchtlinge unter, die aus Angst vor Massakern ukrainischer Nationalisten aus Wolhynien geflohen waren. Diese Personen wurden auch für Aufräumarbeiten eingesetzt. Anfang 1944 begann die Nutzung der ehemaligen Lageranlagen durch den SS-Kraftpark Ost. In den letzten Monaten der Besatzung lagerten die Deutschen dort Maschinen und Rohstoffe, die für die Evakuierung ins Reichsinnere vorbereitet wurden, darunter auch Eigentum, welches den Opfern der Aktion Reinhardt entzogen worden war und bis dahin in den Lagerhäusern an der Chopin-Straße 27 aufbewahrt wurde. Den Deutschen gelang es nicht, die Evakuierung abzuschließen, weshalb nach der Besetzung von Lublin durch die Rote Armee unter anderem in der Kaserne am Flugplatz 300.000 Paar Schuhe gefunden wurden.
Das Gebiet der ehemaligen Fabriken Plage und Laśkiewicz blieb lange Zeit vernachlässigt und ungenutzt. Erst am 8. November 2017 wurden an der Wand des Gebäudes in der Wrońska-Straße 2 zwei Gedenktafeln enthüllt, die an die Geschichte des Ortes erinnern. Eine von ihnen trägt die Inschrift:
Flugplatz – Arbeitslager auf dem ehemaligen Flughafen.                                                                                                                                                                                                                                                                                                                                            Während der deutschen Besatzung befand sich auf dem Gelände des ehemaligen Werksflughafens ein Arbeitslager für Juden und zunächst kleine Gruppen von Polen. In den Jahren 1942–1943 war dieser Ort im Rahmen der Judenvernichtungsaktion des Dritten Reiches („Aktion Reinhardt“) die Hauptsortierungsstelle für das Eigentum der in den Nazi-Vernichtungslagern in Bełżec, Sobibór und Treblinka Ermordeten. Am 3. November 1943 wurden im Konzentrationslager Majdanek jüdische Häftlinge des Flugplatzes erschossen.
Die Gedenkfeier wurde vom Zentrum „Grodzka-Tor – NN-Theater“ in Zusammenarbeit mit dem Staatlichen Museum in Majdanek auf Wunsch von Unternehmen durchgeführt, die ihren Sitz auf dem Gelände der ehemaligen Werke Plage und Laśkiewicz haben.

## Verurteilung der Täter
Die meisten Mitglieder der Flugplatz-Besatzung galten als für die im Lager begangenen Verbrechen nicht verantwortlich. Drei der vier Kommandeure überlebten das Kriegsende nicht. Josef Obermaier fiel an der Front, Christian Wirth wurde im Mai 1944 von jugoslawischen Partisanen getötet und Gottfried Schwarz wurde im Juni 1944 von italienischen Partisanen getötet.
Im zweiten Prozess gegen die Ravensbrücker Besatzung wurde Friedrich Opitz vor Gericht gestellt und zum Tode verurteilt. Das Urteil wurde am 26. Februar 1948 vollstreckt.
Im Dezember 1973 erhob die Staatsanwaltschaft in Westdeutschland Anklage gegen drei ehemalige SS-Männer des Lagerpersonals Flugplatz: Heinrich Birmes, Ernst Gollak und Benno Winkler. Der Prozess fand in Hamburg statt. Am 21. April 1976 wurde Gollak zu lebenslanger Haft verurteilt. Birmes wurde wegen „mangelnder Schuldbeweise“ freigesprochen.